# Spirorbis tricostalis
Spirorbis tricostalis är en ringmaskart som beskrevs av Jean-Baptiste Lamarck 1818. Spirorbis tricostalis ingår i släktet Spirorbis och familjen Serpulidae. Inga underarter finns listade i Catalogue of Life.